# Vincenz Minutillo
Vincenz svobodný pán Minutillo (31. srpna 1810 Temešvár – 12. listopadu 1877 Vídeň) byl rakouský generál z rodiny italského původu. Od mládí sloužil v armádě a byl účastníkem několika válek. Svou kariéru završil jako divizní velitel v Uhrách v hodnosti polního podmaršála (1859). 

## Životopis

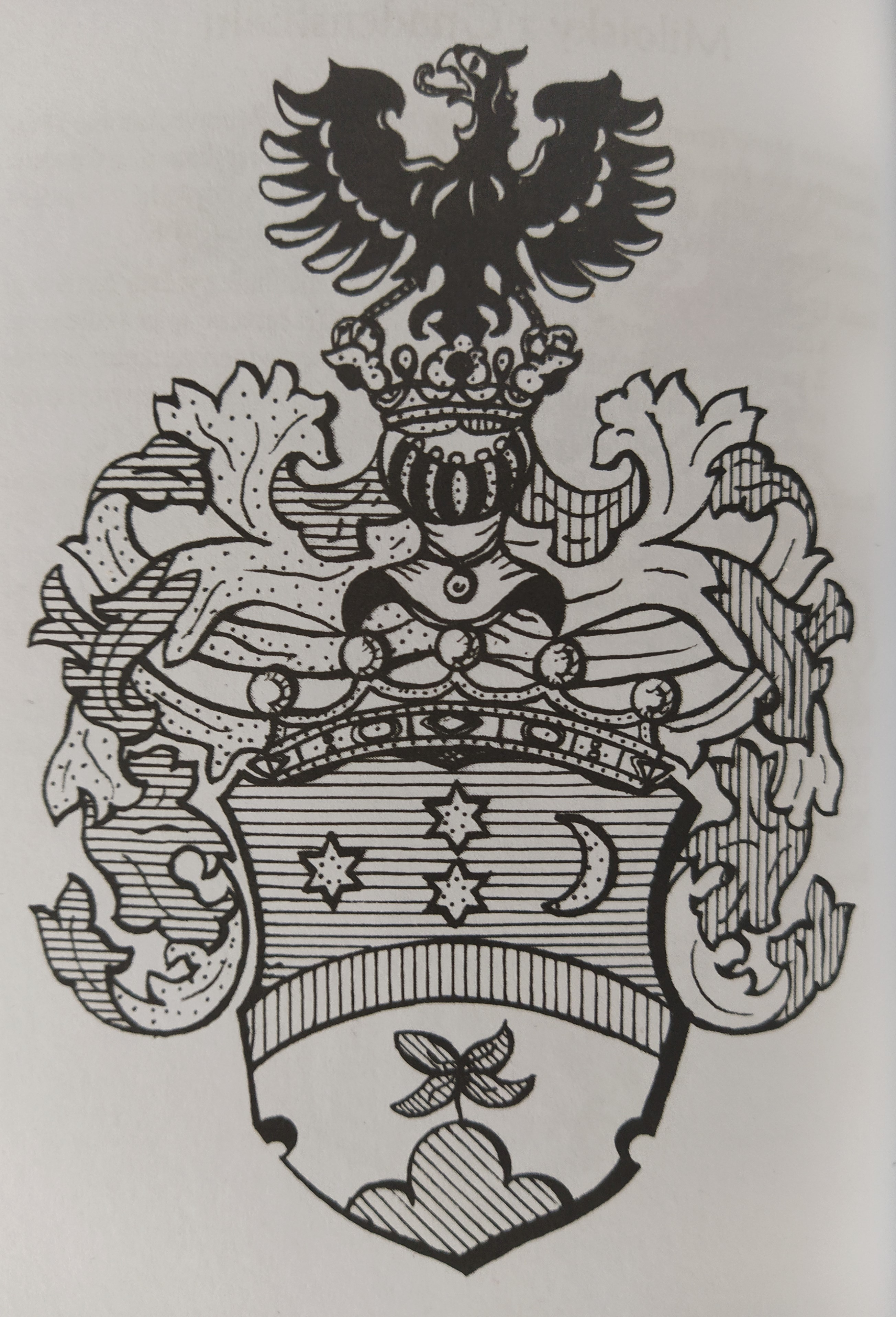
Erb rodu Minutillo

Pocházel z italské šlechtické rodiny, která se od 18. století uplatňovala v císařské armádě ve službách Habsburků. Narodil se jako prostřední ze synů c. k. polního podmaršála a vojevůdce napoleonských válek Friedricha Minutilla (1766–1843), který byl v roce 1820 povýšen do stavu svobodných pánů. Vincenz od mládí sloužil v armádě, v roce 1834 byl již rytmistrem u 5. kyrysnického pluku. U tohoto regimentu strávil přes deset let na různých místech, mimo jiné ve Veselí nad Moravou. V roce 1847 byl povýšen na podplukovníka, v té době stále pobýval ve Veselí nad Moravou. V revolučních letech 1848–1849 bojoval s 5. kyrysnickým plukem v Itálii a Uhrách a v roce 1850 získal hodnost plukovníka.
V roce 1852 byl povýšen do hodnosti generálmajora a stal se velitelem brigády u 1. armádního sboru, později byl přeložen k 12. armádnímu sboru. Během války se Sardinií byl v roce 1859 povýšen do hodnosti polního podmaršála a převzal velení jezdecké divize. V závěru kariéry byl velitelem jezdecké divize v Šoproni (1859–1863). K datu 19. března 1863 byl penzionován a od té doby žil v soukromí ve Vídni.
Za zásluhy byl nositelem Řádu železné koruny III. třídy s válečnou dekorací a Vojenského záslužného kříže, dále byl rytířem ruského Řádu sv. Vladimíra III. třídy. Od roku 1861 byl čestným majitelem 3. hulánského pluku.
Jeho bratři Friedrich (1807–1831) a Karl (1815–1842) sloužili také v armádě, ale zemřeli předčasně. Z Karlova potomstva pocházel pozdější c. k. admirál Franz Minutillo.